# Жорж Кабанис
Жорж Кабанис (фр. Pierre Jean Georges Cabanis; Конак, 5. јун 1757 — Ријеј Малмезон, 5. мај 1808) је био француски филозоф, математичар, лекар и масон.
Познати француски лекар и физиолог сензуалистичке и вулгарно-материјалистичке оријентације, један из групе тзв. „идеолога“. Први је у Француској почео методско истраживање односа између физичког и етичког, тврдећи да је етички акт исто што и физички, само посматран са одређеног гледишта; друштво и морал само су један део природне човекове историје. Главно дело: „Расправа о физичкој и етичкој природи човековој“ имало је у своје време јак утицај.